# Пшевуз (гмина)
Пшевуз (пол. Przewóz) — сельская гмина (волость) в Польше, входит как административная единица в Жарский повет, Любушское воеводство. Население — 3296 человек (на 2004 год).

## Сельские округа
1. Буче
2. Домброва-Лужыцка
3. Доброхув
4. Липна
5. Мельно
6. Пётрув
7. Пшевуз
8. Санице
9. Соболице
10. Страшув
11. Влохув

## Соседние гмины
1. Гоздница
2. Гмина Липинки-Лужыцке
3. Ленкница
4. Гмина Пеньск
5. Гмина Тшебель
6. Гмина Венглинец
7. Гмина Вымярки
8. Гмина Жары